# 로스 게레로즈
로스 게레로즈(Los Guerreros) 또는 더 워리어스는 WWE에서 활약했던 에디 게레로와 차보 게레로의 태그팀이다.
로스 게레로즈는 에디 게레로와 그의 조카 차보 케레로 주니어로 구성된 미국의 프로 레슬링 태그 팀이었다. 두 선수 모두 게레로가(家)의 일원이었다. 이들은 WCW(World Championship Wrestling), 특히 스맥다운에서 WWE(World Wrestling Entertainment) 팀으로서 레슬링을 했으며 두 차례의 태그 팀 챔피언을 맛보았다.